# Stein Viksveen
Stein Ingemann Viksveen, född 9 november 1939, är en norsk journalist. Han blev anklagad för spioneri för DDR år 1999 (Viksveen-saken), men åtalet lades ned "i brist på bevis". Han är bror till den förre chefredaktören Thor Viksveen på NTB. 
Viksveen inledde sin journalistbana i Bonn år 1962. Senare blev han fast knuten till  Arbeiderbladet. Han arbetade för den tyska radiokanalen Deutschlandfunks norska redaktion åren 1966 - 1973, med bas i Köln och var de sista sex åren redaktör för sändningarna. Viksveen anställdes som utrikesmedarbetare för Stavanger Aftenblad från 1973 och Europa-korrespondent i Paris och Bryssel från 1988.
Han var ordförande för den norska avdelningen av Amnesty International under perioden 1984-1985. 
I november 1999 blev han anklagad för spioneri för DDRs underrättelseorganisation Stasi. Det hävdades att han under täcknamnet «Lanze» under många år hade försett Stasi med information. Fallet avskrevs i brist på bevis i november 2001. Norske Riksadvokaten fann att Viksveen hade haft kontakt med Stasi, och att han hade överlämnat en stor mängd upplysningar och dokument, men att det inte kunde styrkas att dessa innehöll hemliga upplysningar.
Den tidigare HVA-chefen Werner Großmann skrev i sina memoarer 2004 att «i 1962 forplikter nordmannen Stein Viksveen, alias agent 'Lanze', seg til å samarbeide med oss. Han er journalist i Deutschlandfunk i Köln og utenrikskorrespondent for avisen Stavanger Aftenblad. Som korrespondent i Brussel har han adgang til mange innflytelsesrike personer, og han leverer informasjon frem til 1989, ved å fritte ut sine kilder».
Viksveen debuterade som författare 1973 med DDR idag. År 2002 gav han ut Kodenavn Lanze - en tenkt spion, som behandlar spionerianklagelsen mot honom själv. I Fienden som forsvant, från 2004, är Viksveen-saken, Furre-saken och Krekar-saken exempel på hur den norska säkerhetspolisen hanterar en ny världsbild.